# Vandkalve
Vandkalve (Dytiscidae) er en familie af biller. Familien har ikke været gennemgribende behandlet siden 1920 men anslås at indeholde omkring 4000 arter i mere end 160 slægter. I Danmark findes flere store arter i slægten Dytiscus.

## Klassifikation
En inddeling i underfamilier, stammer og slægter:
- Hydrotrupinae
  - Hydrotrupes
- Copelatinae
  - Agaporomorphus
  - Aglymbus
  - Copelatus
  - Lacconnectus
- Agabetinae
  - Agabetes
- Laccophilinae
  - Springvandkalve Laccophilus
  - Laccodytes
- Hydroporinae
- Laccornini
  - Laccornis
- Vatellini
  - Derovatellus
  - Macrovatellus
  - Mesovatellus
  - Vatellus
- Methlini
  - Celina
  - Methles
- Hydrovatini
  - Hydrovatus
  - Queda
- Hyphydrini
- Bidessini
- Hydroporini
- Colymbetinae
- Agabini
- Coptotomini
- Matini
- Colymbetini
- Dytiscinae
- Dytiscini
  - Dytiscus
  - Hyderodes
- Hydaticini
- Aciliini
- Eretini
- Cybistrini
  - Cybister
  - Megadytes